# Châteauneuf (Savoia)
Châteauneuf és un municipi francès situat al departament de la Savoia i a la regió d'Alvèrnia-Roine-Alps. L'any 2007 tenia 716 habitants.

## Demografia

### Població
El 2007 la població de fet de Châteauneuf era de 716 persones. Hi havia 269 famílies de les quals 58 eren unipersonals (35 homes vivint sols i 23 dones vivint soles), 78 parelles sense fills, 102 parelles amb fills i 31 famílies monoparentals amb fills.
La població ha evolucionat segons el següent gràfic:
Habitants censats

### Habitatges
El 2007 hi havia 324 habitatges, 279 eren l'habitatge principal de la família, 22 eren segones residències i 22 estaven desocupats. 286 eren cases i 38 eren apartaments. Dels 279 habitatges principals, 221 estaven ocupats pels seus propietaris, 53 estaven llogats i ocupats pels llogaters i 6 estaven cedits a títol gratuït; 3 tenien una cambra, 12 en tenien dues, 38 en tenien tres, 66 en tenien quatre i 160 en tenien cinc o més. 225 habitatges disposaven pel capbaix d'una plaça de pàrquing. A 100 habitatges hi havia un automòbil i a 159 n'hi havia dos o més.

### Piràmide de població
La piràmide de població per edats i sexe el 2009 era:
| Homes | Edats   | Dones |
| ----- | ------- | ----- |
| 0     | 95 o +  | 0     |
| 0     | 90 a 94 | 0     |
| 4     | 85 a 89 | 4     |
| 4     | 80 a 84 | 4     |
| 4     | 75 a 79 | 16    |
| 20    | 70 a 74 | 8     |
| 8     | 65 a 69 | 4     |
| 12    | 60 a 64 | 16    |
| 16    | 55 a 59 | 20    |
| 8     | 50 a 54 | 8     |
| 24    | 45 a 49 | 24    |
| 32    | 40 a 44 | 32    |
| 20    | 35 a 39 | 28    |
| 24    | 30 a 34 | 28    |
| 12    | 25 a 29 | 16    |
| 24    | 20 a 24 | 12    |
| 24    | 15 a 19 | 24    |
| 20    | 10 a 14 | 16    |
| 24    | 5 a 9   | 24    |
| 12    | 0 a 4   | 16    |

## Economia
El 2007 la població en edat de treballar era de 462 persones, 357 eren actives i 105 eren inactives. De les 357 persones actives 342 estaven ocupades (197 homes i 145 dones) i 15 estaven aturades (7 homes i 8 dones). De les 105 persones inactives 43 estaven jubilades, 26 estaven estudiant i 36 estaven classificades com a «altres inactius».

### Ingressos
El 2009 a Châteauneuf hi havia 295 unitats fiscals que integraven 775 persones, la mediana anual d'ingressos fiscals per persona era de 19.462 €.

### Activitats econòmiques
Dels 46 establiments que hi havia el 2007, 1 era d'una empresa alimentària, 1 d'una empresa de fabricació de material elèctric, 4 d'empreses de fabricació d'altres productes industrials, 13 d'empreses de construcció, 8 d'empreses de comerç i reparació d'automòbils, 2 d'empreses de transport, 1 d'una empresa d'hostatgeria i restauració, 1 d'una empresa d'informació i comunicació, 2 d'empreses immobiliàries, 9 d'empreses de serveis, 2 d'entitats de l'administració pública i 2 d'empreses classificades com a «altres activitats de serveis».
Dels 15 establiments de servei als particulars que hi havia el 2009, 1 era una oficina de correu, 4 tallers de reparació d'automòbils i de material agrícola, 1 paleta, 3 guixaires pintors, 3 fusteries, 1 lampisteria, 1 electricista i 1 saló de bellesa.
L'únic establiment comercial que hi havia el 2009 era una fleca.
L'any 2000 a Châteauneuf hi havia 20 explotacions agrícoles que ocupaven un total de 414 hectàrees.

## Equipaments sanitaris i escolars
El 2009 hi havia una escola elemental integrada dins d'un grup escolar amb les comunes properes formant una escola dispersa.

## Poblacions més properes
El següent diagrama mostra les poblacions més properes.